# Wola Gardzienicka
Wola Gardzienicka – wieś w Polsce położona w województwie lubelskim, w powiecie świdnickim, w gminie Piaski. Leży na prawym brzegu rzeki Giełczewki.
W latach 1975–1998 miejscowość administracyjnie należała do ówczesnego województwa lubelskiego.
Wieś jest sołectwem w gminie Piaski. Według Narodowego Spisu Powszechnego z roku 2011 wieś liczyła 157 mieszkańców.